# Janówka (województwo opolskie)
Janówka – wieś w Polsce położona w województwie opolskim, w powiecie kluczborskim, w gminie Byczyna.
W latach 1975–1998 miejscowość administracyjnie należała do ówczesnego województwa opolskiego.
Miejscowość liczy około 250 mieszkańców. Najbliższa rzeka płynąca nieopodal tej miejscowości – Pomianka – wypływa z odległej około 4,1 km wsi Pomiany. Jest to obszar rolniczy. Jednak większość mieszkańców pomimo posiadania gospodarstw rolnych utrzymuje się przede wszystkim z wykonywania zawodów pozarolniczych. Ponadto w odległości około 3,8 km znajduje się kościółek z obrazem w Wodzicznej. Większość mieszkańców Janówki należy do parafii w Trzcinicy. Przed drugą wojną światową przez miejscowość przebiegała granica polsko-niemiecka. Pozostałością po tym są dwa zabytkowe budynki. Miejscowość posiada obecnie świetlicę wiejską. Działa tu też koło gospodyń.